# Næstild
Næstild er et lokalområde øst for landsbyen Oddense i Skive Kommune. Lokalområdet grænser mod vest op til lokalområdet Saugstrup og mod syd op til lokalområdet Kåstrup. Mod nord ligger et lille skovområde, som af lokalbefolkningen kaldes "Næstil Skalle", og mod øst skærer hovedvej 26 igennem et lavtliggende engområde, som fra gammel tid kaldtes "Fårekæret", hvilket kan ses dokumenteret på gamle matrikelkort. Landskabet er mod vest præget af et bakket morænelandskab og mod øst en ådalsslette, hvori løber Næstild Bæk.
|  | Denne artikel om lokaliteten Næstild kan blive bedre, hvis der indsættes et (bedre) billede. Du kan hjælpe ved at afsøge Wikimedia Commons for et passende billede eller lægge et op på Wikimedia Commons med en af de tilladte licenser og indsætte det i artiklen. |

56°38′N 8°57′Ø / 56.633°N 8.950°Ø